# جو غيري
جو غيري (بالإنجليزية: Joe Geri)‏ هو لاعب كرة قدم أمريكية أمريكي، ولد في 20 أكتوبر 1924 في فينيكسفيل في الولايات المتحدة، وتوفي في 20 أبريل 2002 في ميلدغفيل في الولايات المتحدة.

## وصلات خارجية
- جو غيري على موقع مرجع كرة القدم المحترفة.كوم (الإنجليزية)